# Кринс (футбольный клуб)
«Кринс» (нем. Kriens) — швейцарский футбольный клуб, расположенный в городе Кринс. Клуб был основан в 1944 году и большую часть своей истории играл в низших дивизионах Швейцарии, однако в сезонах 1993-1994 и 1996-1997 играли в высшей лиге Швейцарии.
С 2010 года, после подъема из третьего дивизиона, играл в Челлендж-лиге. Но через два года вылетел в Первую лигу Промоушен, заняв предпоследнее место. По итогам сезона 2017/18 снова вышел во второй швейцарский дивизион.

## Текущий состав
| Номер | Игрок                                   | Страна                                   | Позиция                  |
| 1     | Паскаль Брюггер                         | Флаг Швейцарии                           | Вратарь                  |
| 22    | Йошуа Нойшвандер                        | Флаг Швейцарии                           | Вратарь                  |
| 18    | Йоэль Руссо                             | Флаг Швейцарии                           | Вратарь                  |
| 4     | Елис Исуфи                              | Флаг Швейцарии · Флаг Албании            | Центральный защитник     |
| 5     | Элия Алессандрини                       | Флаг Швейцарии · Флаг Италии             | Центральный защитник     |
| 2     | Иван Харамбашич                         | Флаг Хорватии · Флаг Швейцарии           | Центральный защитник     |
| 26    | Петар Иванов                            | Флаг Швейцарии · Флаг Северной Македонии | Центральный защитник     |
| 3     | Робин Буссет                            | Флаг Швейцарии                           | Левый защитник           |
| 20    | Ашвин Баларубан (в аренде из Люцерна)   | Флаг Швейцарии · Флаг Шри-Ланки          | Левый защитник           |
| 27    | Антони Гёльцер                          | Флаг Франции                             | левый защитник           |
| 14    | Марьян Уртич                            | Флаг Хорватии                            | Правый защитник          |
| 16    | Лиам Боллати                            | Флаг Швейцарии                           | Правый защитник          |
| 6     | Антони Бюргиссер                        | Флаг Швейцарии                           | Опорный полузащитник     |
| 25    | Давид Мистрафович (в аренде из Люцерна) | Флаг Швейцарии · Флаг Хорватии           | Опорный полузащитник     |
| 15    | Рансфорд Силасси                        | Флаг Ганы                                | Центральный полузащитник |
| 8     | Изер Алиу (в аренде из Цюриха)          | Флаг Швейцарии · Флаг Северной Македонии | Центральный полузащитник |
| 17    | Лино Ланг (в аренде из Люцерна)         | Флаг Швейцарии                           | Правый полузащитник      |
| 21    | Никола Сукачев                          | Флаг Швейцарии · Флаг Сербии             | Правый полузащитник      |
| 23    | Диогу Коста                             | Флаг Швейцарии · Флаг Португалии         | Левый полузащитник       |
| 11    | Оан Джоркаефф                           | Флаг Франции · Флаг Армении              | Левый полузащитник       |
| 7     | Енес Езилчаир                           | Флаг Швейцарии                           | Атакующий полузащитник   |
| 10    | Лиридон Мулай                           | Флаг Швейцарии · Флаг Республики Косово  | Атакующий полузащитник   |
| 30    | Кендрим Камерай                         | Флаг Республики Косово · Флаг Швейцарии  | Правый вингер            |
| 19    | Хелиос Сессоло                          | Флаг Швейцарии · Флаг Испании            | Центральный нападающий   |
| 9     | Марк Марлеку (в аренде из Люцерна)      | Флаг Республики Косово · Флаг Швейцарии  | Центральный нападающий   |
| 19    | Альбион Авдияй                          | Флаг Албании · Флаг Швейцарии            | Центральный нападающий   |
| 11    | Салах Азиз Бинус (в аренде из Люцерна)  | Флаг Швейцарии · Флаг Туниса             | Центральный нападающий   |

## Известные игроки
- Фабио Кольторти
- Томас Хэберли
- Валентин Штокер
- Мартин Штоклаза
- Томас Бек
- Габриэль Хосе Урданета
- Гонсало Сарате